# Бадулла (підрозділ окружного секретаріату)
Підрозділ окружного секретаріату Бадулла — підрозділ окружного секретаріату округу Бадулла, провінції Ува, Шрі-Ланка. Складається з 29 Грама Ніладхарі.